# Triade de Virchow

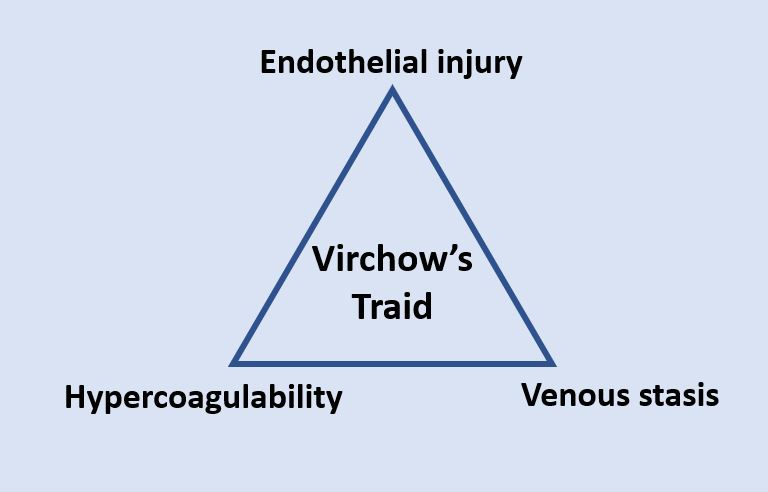
Diagramme la triade de Virchow

La triade de Virchow, du nom de Rudolf Virchow, est, en médecine, l’association de trois facteurs favorisant la thrombose :
- Variations hémodynamiques (stase, turbulence) ;
- Dysfonctionnement ou altération de l'endothélium ;
- Hypercoagulabilité.

## La triade
La triade est constituée de ces trois éléments:
| Les anciens critères                                                  | Les critères modernes                                        | Notes |
| --------------------------------------------------------------------- | ------------------------------------------------------------ | --- |
| Phénomène d'interruption du flux sanguin                              | stase                                                        | La première catégorie, l'altération du flux sanguine réfère à plusieurs situations. Cela inclut la stase veineuse (alitement, plâtre, etc.), les turbulences, la sténose mitrale, et les varices veineuses. L'équivalent moderne des critères de la stase est contesté. |
| Phénomènes associés avec l'irritation du vaisseau et de ses alentours | altération de l'endothélium ou altération du mur du vaisseau | La deuxième catégorie, l'altération de l'endothélium inclut la perforation et les dommages surviennent lors d'effort de cisaillement du vaisseau, ou lors d'hypertension. On peut également noter que fréquemment cette altération est due au contact avec une surface pro coagulante, telle que des bactéries, du matériel étranger et biomédical issu d'implant médicaux ou de dispositif médicaux, des membranes cellulaires des plaquettes activées, et des membranes des monocytes lors de l'inflammation chronique. |
| Phénomène de coagulation du sang                                      | hypercoagulabilité                                           | La dernière catégorie, l'altération de la constitution du sang, a de nombreux facteurs de risque tel que hyperviscosité, déficience en antithrombine III, thrombophilie, syndrome néphrotique, changement après de sévères traumatismes physiques ou brûlure, cancer disséminé, grossesse tardive, l’ethnie, l'âge, le tabac, l'obésité. Tous ces facteurs causent la situation appelée l'hypercoagulabilité. |

## Autres facteurs de thrombose
Chacun de ces facteurs allant dans le sens d'un des éléments de la triade de Virchow
- lésion endothéliale : plaque d'athérosclérose, dysfonction endothéliale
- stase ou turbulence sanguine : immobilisation prolongée, varices, compression extrinsèque sur la veine, insuffisance cardiaque, fibrillation auriculaire (dans ce cas le sang stagne dans les oreillettes), fibrillation ventriculaire...
- hypercoagulabilité du sang : déficit héréditaire en inhibiteurs de la coagulation (antithrombine, protéine C, protéine S), grossesse, cancer, syndrome des antiphospholipides.
- Tabac.
- Certaines pilules contraceptives pourraient également faire courir ce risque à leurs utilisatrices[1].